# 愛で胸はいっぱい
「愛で胸はいっぱい」（あいでむねはいっぱい）は、1971年にキャニオンレコードから発売されたジューク・ボックスの2枚目のシングルである。

## 収録曲
1. 愛で胸はいっぱい
  - 作詞：山上路夫 / 作・編曲：川口真
2. 朝に夕べに
  - 作詞：山上路夫 / 作・編曲：川口真